# Яглуш
Яглуш (укр. Яглуш) — село в Рогатинской городской общине Ивано-Франковского района Ивано-Франковской области Украины.
Население по переписи 2001 года составляло 283 человека. Занимает площадь 10,746 км². Почтовый индекс — 77012. Телефонный код — 03435.

## История
В 1946 году указом ПВС УССР село Яглуш переименовано в Гончаровку.
В 1993 году селу возвращено историческое название.